# Núria Iceta Llorens
Núria Iceta Llorens (Barcelona, 1968) és una editora catalana, coeditora de la revista L'Avenç.
Llicenciada en Història, i posteriorment diplomada en Ciències Religioses (1991), es va especialitzar com a gestora cultural. Durant els Jocs Olímpics de Barcelona 1992 va treballar per al COOB’92, organitzant els serveis religiosos i bastint el que havia de ser el Centre Abraham de la Vila Olímpica. Posteriorment va començar a treballar a l'editorial L'Avenç, empresa que publica la revista homònima i llibres de literatura i assaig, de la qual actualment (2018) és editora. Ha estat també productora executiva del documental "Bon cop de falç. La història de l'himne", coproduït per L'Avenç, Grup Enderrock i Clack. És membre del consell de redacció de la revista Qüestions, editada per la Fundació Joan Maragall i de la Fundació Catalunya Religió. Ha estat vicepresidenta de l'Associació de Publicacions Periòdiques en Català ipresidenta de l'associació d'editorials independents Llegir en Català, un grup d'editorials dels Països Catalans que publiquen a favor de la cultura i la literatura catalana.
Actualment és membre del plenari del Consell Nacional de la Cultura i de les Arts.